# Küre, Murgul
Küre là một xã thuộc huyện Murgul, tỉnh Artvin, Thổ Nhĩ Kỳ. Dân số thời điểm năm 2010 là 49 người.